# 施穆茨勒冰原島峰
74°57′S 72°10′W / 74.950°S 72.167°W
施穆茨勒冰原島峰（英語：Schmutzler Nunatak），是南極洲的冰原島峰，位於帕爾默地，處於內夫冰原島峰西北面1.9公里和蓋洛德冰原島峰西北面2.8公里，海拔高度約1,500米，美國地質調查局根據該國海軍的空中照片繪入地圖，現時由南極條約體系管理。